# Voro
Salvador González Marco, känd som Voro, född 9 oktober 1963, är en spansk fotbollstränare och före detta professionell fotbollsspelare. Han spelade som mittback för fotbollsklubbarna Valencia B, Valencia, Tenerife, Deportivo de La Coruña och Logroñés mellan 1982 och 1999. Han spelade också nio landslagsmatcher för det spanska fotbollslandslaget 1993 och 1995.
Efter den aktiva spelarkarriären har Voro varit tränare för Valencia B och i omgångar för Valencia.

## Titlar
| Valencia - Segunda División (1) | Deportivo de La Coruña - Copa del Rey (1) - Supercopa de España (1) |